# Louis-Florent Gillet
Louis-Florent Gillet (Anversa, 12 gennaio 1813 – Altacomba, 14 novembre 1892) è stato un religioso belga, fondatore della congregazione delle suore Ancelle del Cuore Immacolato di Maria.

## Biografia
Entrato nella Congregazione del Santissimo Redentore nel 1834 (prese i voti il 20 ottobre 1835), compì gli studi teologici e filosofici presso il seminario di Saint-Trond e il 10 marzo 1838 venne ordinato sacerdote a Liegi.
Nel 1843 partì come missionario per gli Stati Uniti d'America e si dedicò all'apostolato presso la popolazione di lingua francese della diocesi di Detroit: nel 1845 fondò le Ancelle del Cuore Immacolato di Maria, una congregazione di suore insegnanti che si diffuse rapidamente negli stati del Michigan e della Pennsylvania dividendosi in tre rami (di Monroe, di Immaculata e di Scranton).
Tornato in Europa, lasciò i redentoristi e nel 1858 entrò (adottando il nome di Celestino) tra i cistercensi della congregazione di Sénanque: morì presso l'Abbazia di Altacomba. Nel 1929 i suoi resti vennero traslati presso la casa madre delle Ancelle del Cuore Immacolato di Maria, a Monroe.